# Pemberton, British Columbia
Pemberton är en ort i Kanada.   Den ligger i provinsen British Columbia, i den sydvästra delen av landet, 3 500 km väster om huvudstaden Ottawa. Pemberton ligger 211 meter över havet och antalet invånare är 2 192. Den ligger vid sjön One Mile Lake.
Terrängen runt Pemberton är bergig västerut, men österut är den kuperad. Pemberton ligger nere i en dal. Trakten runt Pemberton är nära nog obefolkad, med mindre än två invånare per kvadratkilometer.. Det finns inga andra samhällen i närheten. 
I omgivningarna runt Pemberton växer i huvudsak barrskog.